# Tatsuya Furuhashi
Tatsuya Furuhashi (Shizuoka, 7 november 1980) is een Japans voetballer.

## Carrière
Tatsuya Furuhashi speelde tussen 1999 en 2011 voor Honda, Cerezo Osaka en Montedio Yamagata. Hij tekende in 2012 bij Shonan Bellmare.